# Ковтунівська сільська рада (Золотоніський район)
Ковтуні́вська сільська́ ра́да — колишня адміністративно-територіальна одиниця та орган місцевого самоврядування в Золотоніському районі Черкаської області. Адміністративний центр — село Ковтуни.

## Загальні відомості
- Населення ради: 945 осіб (станом на 2001 рік)

## Населені пункти
Сільській раді були підпорядковані населені пункти:
- с. Ковтуни
- с. Мицалівка

## Склад ради
Рада складалася з 12 депутатів та голови.
- Голова ради: Строкань Святослав Іванович
- Секретар ради: Фурса Галина Антонівна

### Керівний склад попередніх скликань
| Прізвище, ім'я, по батькові | Основні відомості                                                                | Дата обрання | Дата звільнення |
| --------------------------- | -------------------------------------------------------------------------------- | ------------ | --------------- |
| Строкань Святослав Іванович | Сільський голова, 1966 року народження, освіта вища, член Партії Зелених України | 26.03.2006   | 31.10.2010      |
| Строкань Святослав Іванович | Сільський голова, 1966 року народження, освіта вища, член Партії Зелених України | 31.10.2010   |                 |

Примітка: таблиця складена за даними сайту Верховної Ради України

### Депутати
За результатами місцевих виборів 2010 року депутатами ради стали:

#### За суб'єктами висування
| Суб'єкт висування            | Кількість обраних депутатів | %    |
| ---------------------------- | --------------------------- | ---- |
| Самовисування                | 9                           | 75   |
| Соціалістична партія України | 2                           | 16,7 |
| Партія регіонів              | 1                           | 8,3  |

#### За округами
| № округу                     | Прізвище, ім'я, по батькові   | Дата визнання обраним | Освіта             | Партійна приналежність             | Відомості про обраного депутата                     |
| ---------------------------- | ----------------------------- | --------------------- | ------------------ | ---------------------------------- | --------------------------------------------------- |
| Партія регіонів              |                               |                       |                    |                                    |                                                     |
| 4                            | Скорик Володимир Миколаївна   | 04.11.2010            | середня спеціальна | член Партії регіонів               | Золотоніський Укртелеком, електромонтер             |
| Соціалістична партія України |                               |                       |                    |                                    |                                                     |
| 1                            | Козинець Микола Петрович      | 04.11.2010            | середня            | член Соціалістичної партії України | тимчасово не працює                                 |
| 3                            | Строкань Ольга Петрівна       | 04.11.2010            | вища               | позапартійна                       | фермерське господарство Веселка, голова СФГ         |
| Самовисування                |                               |                       |                    |                                    |                                                     |
| 2                            | Козинець Любов Миколаївна     | 04.11.2010            | середня спеціальна | член Партії регіонів               | ПП Золотоніська птахофабрика, сортувальниця         |
| 5                            | Фурса Галина Антонівна        | 04.11.2010            | середня спеціальна | позапартійна                       | Ковтунівська сільська рада, секретар сільської ради |
| 6                            | Яковенко Олександр Михайлович | 04.11.2010            | середня спеціальна | член Партії регіонів               | тимчасово не працює                                 |
| 7                            | Кузьменко Тетяна Миколаївна   | 04.11.2010            | середня            | член Партії регіонів               | ПП Золотоніська птахофабрика, птахарка              |
| 8                            | Дзюбан Юрій Іванович          | 04.11.2010            | середня спеціальна | член Партії регіонів               | ТОВ Силікат-1, водій                                |
| 9                            | Бойко Петро Миколайович       | 04.11.2010            | середня            | член Партії регіонів               | пенсіонер                                           |
| 10                           | Строкань Світлана Іванівна    | 04.11.2010            | середня спеціальна | позапартійна                       | ТОВ Красногірське, бухгалтер                        |
| 11                           | Кононенко Марія Михайлівна    | 04.11.2010            | середня спеціальна | член Партії регіонів               | Ковтунівська сільська рада, касир                   |
| 12                           | Кроха Іван Іванович           | 04.11.2010            | середня            | член Партії регіонів               | ТОВ Силікат — 1, водій                              |